# Банат, Бачка и Баранья
Банат, Бачка и Баранья (серб. Банат, Бачка и Барања) — административно-территориальное образование, де-факто входившее в состав Королевства Сербия, а затем — Королевства сербов, хорватов и словенцев с октября 1918 по март 1919 года.
После поражения Центральных держав и предстоявшего распада Австро-Венгрии, централизованная система власти в стране была уничтожена и власть на местах с лета 1918 года оказалась в руках у местных самопровозглашенных народных советов. В Нови-Саде был создан Сербский национальный комитет, который вскоре создал свои отделения в регионах Банате, Бачке и Баранье, с целью создать предварительную администрацию этих регионов. Комитет стремился объединить не только сербов в регионе, но и других славян, в особенности буневцев. Для выполнения своих целей комитет создал собственные вооружённые силы под названием «Сербская национальная гвардия». Опасаясь, что их силы слишком малы, 5 октября 1918 года местная администрация Панчева обратилась к Сербии с просьбой о защите.
25 ноября 1918 года была созвана Великая народная скупщина сербов, буневцев и прочих славян Баната, Бачки и Бараньи. В скупщину было избрано 757 делегатов, из них — 578 сербов, 89 хорватов (в том числе 84 буневца, 3 шокца и 2 собственно хорвата), 62 словака, 21 русин (карпаторусс), 6 немцев и 1 венгр. Великая народная скупщина проголосовала за вхождение этого региона в состав Королевства Сербия и сформировала «Народную управу Баната, Бачки и Бараньи» (правительство), председателем которой стал Йован Лалошевич. Законодательным органом стал Великий народный совет во главе со Славко Милетичем.
Белградское правительство согласилось на присоединение региона к Сербии (1 декабря 1918 года объединившейся с Государством словенцев, хорватов и сербов в Королевство сербов, хорватов и словенцев), — однако, не признало Народной управы. Тем не менее Народная управа управляла территорией до 11 марта 1919 года, когда состоялась её последняя сессия (до определения точных границ Королевства сербов, хорватов и словенцев на Парижской мирной конференции в подчинении Народной управы также находились земли, впоследствии отошедшие к королевствам Венгрия и Румыния).